# Gayl Jones
Gayl Carolyn Jones (nascida em 23 de novembro de 1949) é uma escritora estadunidense de Lexington, Kentucky.
Jones publicou seu romance de estreia, Corregidora (1975), aos 25 anos. O livro, editado por Toni Morrison, foi aclamado pela crítica e elogiado por importantes intelectuais, incluindo James Baldwin e John Updike. Seu segundo romance, Eva's Man, foi recebido com menos entusiasmo e caracterizado como "perigoso" por alguns críticos por sua representação sem filtro da crueldade e violência. Jones continuou publicando no final da década de 1990, lançando The Healing and Mosquito, sendo o primeiro selecionado para o National Book Award . Após o suicídio, amplamente divulgado, de seu marido em 1998, Jones retirou-se da vida pública. Em 2021, publicou Palmares, seu primeiro romance em 22 anos, que foi finalista do Prêmio Pulitzer de Ficção em 2022.
Imani Perry descreveu Jones como "uma das escritoras mais versáteis e transformadoras do século 20", enquanto Calvin Baker a descreveu como "A melhor romancista americana cujo nome você talvez não saiba". No jornal The Guardian, Yara Rodrigues Fowler afirmou: "Gayl Jones é uma lenda literária. Em romances e poesia, ela reimaginou a vida de mulheres negras na América do Norte, do Sul e Central, vivendo em séculos diferentes, de certa forma nenhum outro escritor o fez."

## Infância e educação
Jones nasceu em 23 de novembro de 1949, filho de Franklin e Lucille Jones. Seu pai era cozinheiro e sua mãe dona de casa e escritora. Jones cresceu em Speigle Heights, um bairro de Lexington, Kentucky, em uma casa sem banheiro interno. Jones cresceu em uma família de contadores de histórias: sua avó escrevia peças para a igreja que frequentava e sua mãe constantemente inventava histórias para entreter as crianças e outros membros da família. Jones relembrou certa vez: “Comecei a escrever aos sete anos, porque via minha mãe escrevendo e porque ela lia histórias para meu irmão e para mim, histórias que ela havia escrito”. Embora ela tenha sido descrita como extremamente tímida, muitos de seus professores do ensino fundamental reconheceram as habilidades de escrita de Jones e incentivaram que desenvolvesse seu talento.
Jones primeiro frequentou escolas segregadas racialmente, mas no ensino médio matriculou-se como uma das poucas alunas negras na Henry Clay High School. Ela teve bom desempenho acadêmico e ganhou uma recomendação, através da escritora Elizabeth Hardwick, para o Connecticut College . Lá ela se tornou aluna dos poetas William Meredith e Robert Hayden . Ela se formou em 1971, recebendo seu diploma de Bacharel em Artes em Inglês. Enquanto frequentava a faculdade, ela também ganhou o Prêmio Frances Steloff de Ficção.

## Carreira
O mentor de Jones, Michael Harper, apresentou seu trabalho à autora Toni Morrison. Na época, Morrison era editora da Random House e ficou muito impressionada após a leitura do manuscrito de Jones. Em 1975, Jones publicou seu primeiro romance Corregidora aos 26 anos Nesse mesmo ano foi professora visitante na Universidade de Michigan, que a contratou no ano seguinte como professora assistente.  Seu trabalho aparece em antologias incluindo Confirmation: An Anthology of African American Women (1983, editado por Imamu Amiri Baraka e Amina Baraka ) e Daughters of Africa (1992, editado por Margaret Busby).
O romance de Jones de 1998, The Healing, foi finalista do National Book Award, embora a atenção da mídia em torno do lançamento de seu romance tenha se concentrado mais na controvérsia da vida pessoal de Jones do que na obra em si.
Jones se descreveu como uma improvisadora, e seu trabalho confirma essa afirmação: como um músico de jazz ou blues, Jones toca um conjunto específico de temas, variando-os e explorando suas possíveis permutações. Embora sua ficção tenha sido chamada de “gótica” por causa da forma como explorou a loucura, a violência e a sexualidade, as metáforas musicais podem contribuir para uma categorização mais adequada de sua obra.

### Corregidora
O incesto é um tema importante nesse romance e um tropo recorrente nas obras de outros escritores afro-americanos proeminentes da época, incluindo: Toni Morrison ( The Bluest Eye ), Maya Angelou ( I Know Why the Caged Bird Sings ), Alice Walker (The Child Who Favored Daughter) e James Baldwin ( Just Above My Head ). Aliyyah Abdur-Rahman, em seu livro Against the Closet: Identity, Political Longing, and Black Figuration, discute o incesto como um "tropo central através do qual a identidade feminina negra e os dilemas familiares negros são figurados na escrita das mulheres afro-americanas no período logo após os negros estadunidenses terem supostamente recebido direitos iguais perante a lei". Nas suas leituras atentas de textos literários afro-americanos do final do século XX, Abdur-Rahman argumenta que escrever sobre o tropo do incesto na literatura de mulheres negras ilumina o impacto contínuo da escravatura na formação de famílias negras no período pós-direitos civis. Abdur-Rahman vê o motivo do incesto como um local para "criticar a sociedade por sua flagrante negligência para com as mulheres e crianças negras". Ao concentrar-se no período do final do século XX, quando Corregidora foi escrito, Abdur-Rahman interpreta o emprego do motivo do incesto como uma crítica à masculinidade inerente ao nacionalismo negro e ao seu impacto na formação de famílias negras. Ela escreve: "Eu argumento que representar o incesto permite que as escritoras negras americanas destaquem os efeitos da redução dos direitos civis e a popularidade decrescente de uma agenda nacionalista negra, em grande parte masculinista, nas famílias negras no final do século XX."
O incesto é um tema importante nesse romance e um tropo recorrente nas obras de outros escritores afro-americanos proeminentes da época, incluindo: Toni Morrison ( The Bluest Eye ), Maya Angelou ( I Know Why the Caged Bird Sings ), Alice Walker (The Child Who Favored Daughter) e James Baldwin ( Just Above My Head ). Aliyyah Abdur-Rahman, em seu livro Against the Closet: Identity, Political Longing, and Black Figuration, discute o incesto como um "tropo central através do qual a identidade feminina negra e os dilemas familiares negros são figurados na escrita das mulheres afro-americanas no período logo após os negros estadunidenses terem supostamente recebido direitos iguais perante a lei". Nas suas leituras atentas de textos literários afro-americanos do final do século XX, Abdur-Rahman argumenta que escrever sobre o tropo do incesto na literatura de mulheres negras ilumina o impacto contínuo da escravatura na formação de famílias negras no período pós-direitos civis. Abdur-Rahman vê o motivo do incesto como um local para "criticar a sociedade por sua flagrante negligência para com as mulheres e crianças negras". Ao concentrar-se no período do final do século XX, quando Corregidora foi escrito, Abdur-Rahman interpreta o emprego do motivo do incesto como uma crítica à masculinidade inerente ao nacionalismo negro e ao seu impacto na formação de famílias negras. Ela escreve: "Eu argumento que representar o incesto permite que as escritoras negras americanas destaquem os efeitos da redução dos direitos civis e a popularidade decrescente de uma agenda nacionalista negra, em grande parte masculinista, nas famílias negras no final do século XX."
Quando questionado sobre a relação entre as tradições alfabetizadas e orais em Corregidora, Jones disse: "Ursa em Corregidora conta sua própria história em sua própria língua, assim como Eva em Eva's Man". Contudo, "depois de dar uma palestra sobre Corregidora, um professor (devo dizer um professor branco) expressou surpresa por eu não falar como Ursa. Que meu vocabulário não era como o dela. A implicação, é claro, era que eu era mais 'articulada', pelo menos dentro de uma tradição linguística aceita. Então, por causa disso e por causa de outras coisas - outros comentários sobre minha linguagem nesses livros - tenho me perguntado sobre minha própria voz - minha(s) outra(s) voz(es) e como elas se relacionam com as vozes dessas mulheres. Confio nessas vozes, mas quando se trata de escritores negros sempre há a suspeita de que eles não podem criar linguagem/vozes como outros escritores podem - que eles não podem inventar um mundo linguístico da mesma maneira."

### Eva's Man
Eva's Man (1976), o segundo romance de Jones, expande as dolorosas relações entre mulheres e homens afro-americanos, mas o faz com um sentimento ainda maior de desesperança. Assim como Corregidora, Eva's Man conta com diálogos minimalistas e monólogos interiores, mas estes últimos desempenham um papel ainda mais importante no segundo romance de Jones, permitindo ao leitor ver o passado de Eva Medina Canada e sua chegada à doença mental, indicada através da repetição de cenas-chave com variações, indicando que a memória de Eva estava se desintegrando.  No início da história, o leitor encontra Eva em uma prisão para criminosos loucos, onde ela foi internada por envenenar e castrar seu amante. Seus flashbacks revelam uma vida de implacável objetificação sexual por parte dos homens, começando por Freddy, um garoto da vizinhança que quer brincar de médico, até Tyrone, o amante de sua mãe que a molesta, até seu primo, que lhe faz propostas. Os homens que ela encontra consideram-na como propriedade sexual e reagem com violência se ela rejeita as suas abordagens. Davis, o amante que ela mata, exemplifica essa tendência ao aprisioná-la em um quarto onde ele só vai dormir com ela. Ao matá-lo, ela se rebela contra a tirania masculina, mas sua derrocada à insanidade indica que ela é incapaz de construir um novo papel para si mesma.

### White Rat
As histórias da coleção de contos White Rat (1977) de Jones, escritas entre 1970 e 1977, tratam em grande parte dos mesmos temas de seus romances: comunicação ou falta dela, insanidade e relacionamentos difíceis. Song for Anninho (1981), um longo poema narrativo, abre novos caminhos. Situado no Brasil do século XVII, o poema conta a história de Almeyda, a narradora, e de seu marido Anninho, moradores de Palmares, assentamento histórico de escravos fugitivos, quando é invadido por soldados portugueses, separando marido e mulher. Embora Almeyda só consiga encontrar o marido através da memória e da arte depois de separados, o poema centra-se no desejo como um tema positivo e mostra a possibilidade do amor.

## Prêmios e reconhecimento
The Healing foi finalista do National Book Award de ficção em 1998.
Em 2022, Jones foi homenageada pelo conjunto de sua obra no 43º American Book Awards, apresentado por Ishmael Reed da Before Columbus Foundation. Seu romance, Apanhadora de pássaros, foi finalista do National Book Award de ficção em 2022.

## Vida pessoal
Enquanto estudava na Universidade de Michigan, Jones conheceu um estudante politicamente ativo, Robert Higgins, que eventualmente se tornaria seu marido. Numa parada pelos direitos dos homossexuais em Ann Arbor, Michigan, no início da década de 1980, Higgins afirmou ser Deus e que a AIDS era uma forma de punição. Depois de levar um soco de uma mulher no desfile, ele voltou com uma espingarda e acabou sendo enfrentando uma acusação que poderia levar a quatro anos de cadeia. Em vez de comparecer ao tribunal para enfrentar as acusações, Jones e Higgins fugiram dos Estados Unidos para a Europa, e Jones renunciou à Universidade de Michigan com uma nota dirigida ao presidente Ronald Reagan que dizia: "Rejeito seu [palavrão] racista mentiroso e invoco a Deus. Faça o que quiser. Deus está com Bob e eu estou com ele". Houve quem debatesse a autoria da nota. Em 1988, Jones e Higgins retornaram aos Estados Unidos, mas mantiveram suas identidades ocultas.
No final da década de 1990, a mãe de Jones foi diagnosticada com câncer na garganta e, em 1997, Higgins se opôs a um procedimento médico para sua sogra, mas foi expulso do quarto do hospital depois que uma avaliação psicológica da mãe de Jones descobriu que ela estava sendo "inadequadamente manipulada pela família – especialmente pelo genro.”  Jones e Higgins redigiram um documento sobre o incidente denominado "Sequestro/Mantida Incomunicável", que foi enviado à imprensa nacional e, em 3 de março de 1997, encaminhado ao presidente Bill Clinton e ao vice-presidente Al Gore . Em 20 de março, a mãe de Jones morreu, incitando Higgins a iniciar uma campanha contra o Markey Cancer Center da Universidade de Kentucky, que havia sido réu em vários casos de direitos civis em um passado recente. Durante esse período, o romance de Jones , The Healing, estava em processo de lançamento. Higgins começou a ligar e escrever para a polícia de Lexington várias vezes ao dia. Uma carta que chegou à delegacia em 20 de fevereiro de 1998 indicava uma ameaça de bomba, e a polícia descobriu que Higgins, que na época usava o pseudônimo de Bob Jones, já era procurado pela polícia. Depois de um impasse com a polícia em sua residência, Higgins cometeu suicídio e Jones foi colocada sob vigilância para também não cometer suicídio. Desde então, Jones só falou com a família e Harper e recusou vários pedidos de entrevistas.

## Traduções para o português

### Ficção
- Apanhadora de pássaros (2022) ISBN 6587342477